# Partecipanti alla Drôme Classic 2023
Elenco dei partecipanti alla Drôme Classic 2023.
La Drôme Classic 2023 è stata l'undicesima edizione della corsa. Alla competizione presero parte ventuno squadre: tredici con licenza UCI World Tour 2023, sei UCI ProTeam e due UCI Continental Team.
Partenza con 140 ciclisti accreditati.

## Corridori per squadra
Nota: R ritirato, NP non partito, FT fuori tempo, SQ squalificato
| UAE Team Emirates      | UAE Team Emirates      | UAE Team Emirates      | Bora-Hansgrohe          | Bora-Hansgrohe          | Bora-Hansgrohe          | Intermarché-Circus-Wanty | Intermarché-Circus-Wanty | Intermarché-Circus-Wanty |
| ---------------------- | ---------------------- | ---------------------- | ----------------------- | ----------------------- | ----------------------- | ------------------------ | ------------------------ | ------------------------ |
| N°                     | Ciclista               | Clas.                  | N°                      | Ciclista                | Clas.                   | N°                       | Ciclista                 | Clas.                    |
| 1                      | Diego Ulissi           | R                      | 11                      | Sergio Higuita          | R                       | 21                       | Francesco Busatto        | 21°                      |
| 2                      | George Bennett         | 32°                    | 12                      | Jai Hindley             | 53°                     | 22                       | Laurens Huys             | R                        |
| 3                      | Finn Fisher-Black      | R                      | 13                      | Cesare Benedetti        | 70°                     | 23                       | Rui Costa                | 2°                       |
| 4                      | Ryan Gibbons           | R                      | 14                      | Victor Koretzky         | 34°                     | 25                       | Lorenzo Rota             | R                        |
| 5                      | Davide Formolo         | 31°                    | 15                      | Anton Palzer            | 44°                     | 26                       | Lilian Calmejane         | 20°                      |
| 6                      | Felix Groß             | R                      | 16                      | Cian Uijtdebroeks       | R                       | 27                       | Georg Zimmermann         | 7°                       |
|                        |                        |                        | 17                      | Frederik Wandahl        | 17°                     |                          |                          |                          |
| Soudal Quick-Step      | Soudal Quick-Step      | Soudal Quick-Step      | Groupama-FDJ            | Groupama-FDJ            | Groupama-FDJ            | Cofidis                  | Cofidis                  | Cofidis                  |
| N°                     | Ciclista               | Clas.                  | N°                      | Ciclista                | Clas.                   | N°                       | Ciclista                 | Clas.                    |
| 31                     | Julian Alaphilippe     | 16°                    | 41                      | David Gaudu             | 4°                      | 51                       | Guillaume Martin         | 15°                      |
| 32                     | Andrea Bagioli         | 3°                     | 42                      | Bruno Armirail          | R                       | 52                       | Eddy Finé                | 23°                      |
| 33                     | Rémi Cavagna           | 28°                    | 43                      | Romain Grégoire         | 62°                     | 53                       | Alexandre Delettre       | 41°                      |
| 34                     | Dries Devenyns         | R                      | 44                      | Lenny Martinez          | R                       | 54                       | Victor Lafay             | 42°                      |
| 35                     | James Knox             | R                      | 45                      | Quentin Pacher          | 12°                     | 55                       | Axel Mariault            | R                        |
| 36                     | Martin Svrček          | R                      | 46                      | Matthieu Ladagnous      | R                       | 56                       | Anthony Perez            | 1°                       |
| 37                     | Ilan Van Wilder        | R                      | 47                      | Enzo Paleni             | 49°                     | 57                       | Thomas Champion          | R                        |
| Trek-Segafredo         | Trek-Segafredo         | Trek-Segafredo         | Team Arkéa-Samsic       | Team Arkéa-Samsic       | Team Arkéa-Samsic       | AG2R Citroën Team        | AG2R Citroën Team        | AG2R Citroën Team        |
| N°                     | Ciclista               | Clas.                  | N°                      | Ciclista                | Clas.                   | N°                       | Ciclista                 | Clas.                    |
| 61                     | Mattias Skjelmose      | 6°                     | 71                      | Louis Barré             | R                       | 82                       | Clément Venturini        | R                        |
| 62                     | Julien Bernard         | 27°                    | 72                      | Nacer Bouhanni          | 69°                     | 83                       | Mikaël Cherel            | R                        |
| 63                     | Dario Cataldo          | R                      | 73                      | Alessandro Verre        | 58°                     | 84                       | Felix Gall               | R                        |
| 64                     | Tony Gallopin          | R                      | 74                      | Élie Gesbert            | R                       | 85                       | Dorian Godon             | 10°                      |
| 66                     | Quinn Simmons          | 5°                     | 75                      | Clément Champoussin     | 68°                     | 86                       | Nans Peters              | 55°                      |
| 67                     | Natnael Tesfatsion     | R                      | 76                      | Laurent Pichon          | R                       | 87                       | Andrea Vendrame          | R                        |
|                        |                        |                        | 77                      | Cristián Rodríguez      | 24°                     |                          |                          |                          |
| Team Jayco AlUla       | Team Jayco AlUla       | Team Jayco AlUla       | EF Education-EasyPost   | EF Education-EasyPost   | EF Education-EasyPost   | Team DSM                 | Team DSM                 | Team DSM                 |
| N°                     | Ciclista               | Clas.                  | N°                      | Ciclista                | Clas.                   | N°                       | Ciclista                 | Clas.                    |
| 91                     | Matteo Sobrero         | 36°                    | 101                     | Esteban Chaves          | 50°                     | 111                      | Romain Bardet            | 11°                      |
| 92                     | Kevin Colleoni         | 56°                    | 102                     | Jonathan Caicedo        | R                       | 112                      | Romain Combaud           | R                        |
| 93                     | Alessandro De Marchi   | 71°                    | 103                     | Sean Quinn              | R                       | 113                      | Matthew Dinham           | 33°                      |
| 94                     | Tsgabu Grmay           | R                      | 104                     | Jefferson A. Cepeda     | 38°                     | 114                      | Chris Hamilton           | 52°                      |
| 95                     | Filippo Zana           | R                      | 105                     | Odd Christian Eiking    | 18°                     | 115                      | Max Poole                | R                        |
| 96                     | Jesús David Peña       | R                      | 106                     | Mikkel Honoré           | 45°                     | 116                      | Martijn Tusveld          | 39°                      |
|                        |                        |                        | 107                     | Merhawi Kudus           | 29°                     | 117                      | Robbe Dhondt             | R                        |
| Astana Qazaqstan Team  | Astana Qazaqstan Team  | Astana Qazaqstan Team  | Lotto Dstny             | Lotto Dstny             | Lotto Dstny             | TotalEnergies            | TotalEnergies            | TotalEnergies            |
| N°                     | Ciclista               | Clas.                  | N°                      | Ciclista                | Clas.                   | N°                       | Ciclista                 | Clas.                    |
| 121                    | Andrej Zejc            | R                      | 131                     | Andreas Kron            | NP                      | 141                      | Pierre Latour            | R                        |
| 122                    | Aljaksandr Rabušėnka   | 72°                    | 132                     | Ramses Debruyne         | 40°                     | 142                      | Alexis Vuillermoz        | R                        |
| 123                    | Fabio Felline          | R                      | 133                     | Jago Willems            | 46°                     | 143                      | Mathieu Burgaudeau       | 22°                      |
| 124                    | Vadim Pronskij         | 54°                    | 134                     | Sylvain Moniquet        | R                       | 144                      | Fabien Doubey            | R                        |
| 125                    | Harold Martín López    | R                      | 135                     | Harry Sweeny            | 14°                     | 145                      | Julien Simon             | 57°                      |
| 127                    | Nicolas Vinokurov      | R                      | 136                     | Lennert Van Eetvelt     | R                       | 146                      | Alan Jousseaume          | R                        |
|                        |                        |                        | 137                     | Maxim Van Gils          | R                       | 147                      | Paul Ourselin            | 47°                      |
| Israel-Premier Tech    | Israel-Premier Tech    | Israel-Premier Tech    | Uno-X Pro Cycling Team  | Uno-X Pro Cycling Team  | Uno-X Pro Cycling Team  | Bingoal WB               | Bingoal WB               | Bingoal WB               |
| N°                     | Ciclista               | Clas.                  | N°                      | Ciclista                | Clas.                   | N°                       | Ciclista                 | Clas.                    |
| 151                    | Michael Woods          | R                      | 162                     | Torstein Træen          | 19°                     | 171                      | Alexis Guérin            | 37°                      |
| 152                    | Simon Clarke           | 8°                     | 163                     | Marcus Sander Hansen    | R                       | 172                      | Floris De Tier           | 26°                      |
| 153                    | Mason Hollyman         | R                      | 164                     | Ådne Holter             | R                       | 173                      | Johan Meens              | R                        |
| 154                    | Marco Frigo            | 59°                    | 165                     | Jacob Hindsgaul         | R                       | 174                      | Dimitri Peyskens         | R                        |
| 155                    | Sebastian Berwick      | R                      | 166                     | Fredrik Dversnes        | 43°                     | 175                      | Lennert Teugels          | 67°                      |
| 156                    | Stephen Williams       | R                      | 167                     | Niklas Eg               | R                       | 176                      | Marco Tizza              | 35°                      |
| 157                    | Corbin Strong          | 9°                     |                         |                         |                         | 177                      | Aaron Van der Beken      | R                        |
| Tudor Pro Cycling Team | Tudor Pro Cycling Team | Tudor Pro Cycling Team | St Michel-Mavic-Auber93 | St Michel-Mavic-Auber93 | St Michel-Mavic-Auber93 | CIC U Nantes Atlantique  | CIC U Nantes Atlantique  | CIC U Nantes Atlantique  |
| N°                     | Ciclista               | Clas.                  | N°                      | Ciclista                | Clas.                   | N°                       | Ciclista                 | Clas.                    |
| 181                    | Sébastien Reichenbach  | 60°                    | 191                     | Romain Cardis           | 63°                     | 201                      | Jordan Jegat             | 61°                      |
| 182                    | Nils Brun              | 48°                    | 192                     | Thomas Devaux           | R                       | 202                      | Yaël Joalland            | R                        |
| 183                    | Aloïs Charrin          | R                      | 193                     | Nicolas Debeaumarché    | 25°                     | 203                      | Léo Danès                | 51°                      |
| 184                    | Lucas Eriksson         | 13°                    | 194                     | Joris Delbove           | R                       | 204                      | Maël Guégan              | R                        |
| 185                    | Simon Pellaud          | 30°                    | 195                     | Anthony Maldonado       | R                       | 205                      | Robin Plamondon          | 66°                      |
| 186                    | Alexander Kamp         | R                      | 196                     | Morné Van Niekerk       | 64°                     | 206                      | Nolann Mahoudo           | R                        |
| 187                    | Roland Thalmann        | R                      | 197                     | Thomas Gachignard       | R                       | 207                      | Noa Isidore              | 65°                      |